# СУГС „Георги Димитров“
Средно училище на град Скопие „Георги Димитров“ (на македонска литературна норма: Средно училиште на Град Скопје „Георги Димитров“) се намира в Скопие в община Карпош.

## История
Училището е построено през 1964 г. като помощ от българското правителство след катастрофалното Скопско земетресение от 1963 г. Наречено е в чест на българския и интернационален комунистически деец Георги Димитров. В него се обучават ученици до 1984 г., когато се провежда образователна реформа. До 1989 г. училището функционира в състава на ДСУ „Здравко Цветковски“ като училищен център, а в него са настанени учениците професия „дървообработване“. През 1989 г. учениците с професия „дървообработване“ се отделят в специално училище, което е наречено „Георги Димитров“. От 1998 г. отново се въвежда гимназиално образование, а от 2000 г. и с горски занаят.

## Известни личности, завършили училището
- Бранко Цървенковски – бивш президент на Република Македония
- Влатко Стефановски – известен македонски китарист
- Васил Тупурковски – професор и политик
- Сашо Мацановски – автор и редактор на сайта on.net.mk
- Вилма Трайковска – бивша първа дама на Република Македония
- Игор Джамбазов – артист, шоумен, радио и ТВ водещ, музикант
- Владимир Петрович – актьор